# Calommata namibica
Calommata namibica es una especie de araña del género Calommata, familia Atypidae. Fue descrita científicamente por Fourie, Haddad & Jocqué en 2011.
Se distribuye por Namibia. La especie posee caparazón y quelíceros marrón oscuro. Puede encontrarse en sabanas áridas.